# Ларбек
Ларбек (нидерл. Laarbeek) — муниципалитет, расположенный в провинции Северный Брабант на юге Нидерландов. Он был образован в 1997 году из бывших муниципалитетов Бек эн Донк, Арле-Рикстел и Лисхаут (в состав которых входила деревня Мариахут). Лаарбек является частью городского региона Саменверкингсвербанд Регио Эйндховен, расположенного в центре города Эйндховен. Ратуша находится в Бек эн Донк.
В Лисхауте впервые была открыта пивоварня Bavaria, одной из крупнейших пивоварен Нидерландов, которая производит продукцию для местных и зарубежных рынков.
Замок Круа расположен недалеко от деревни Арль-Рикстел.

## Населённые пункты
- Ахтербос
- Бемдкант
- Брук
- Де Хей
- Денсе Хук
- Гиндердор
- Груневауд
- Хейкант
- Хет Хол
- Хет Лар
- 'т Хоф
- Крёйссот
- Схепстал
- Стрейп
- Волфспюттен

## Топография
Голландская топографическая карта муниципалитета Лаарбек, июнь 2015

## Люди, связанные с городом
- Арнолдус Арлениус (ок. 1510—1582) — голландский гуманист, философ и поэт
- Эстаквио ван Лисхаут (р. 1890 в Арле-Рикстел — 1943) — голландский католический миссионер в Бразилии
- Гус Меувис (р. 1972 в Мариахаут) — голландский певец и автор песен
- Брам Званен (р.1998 в Арле-Рикстел) — голландский футболист

## Галерея

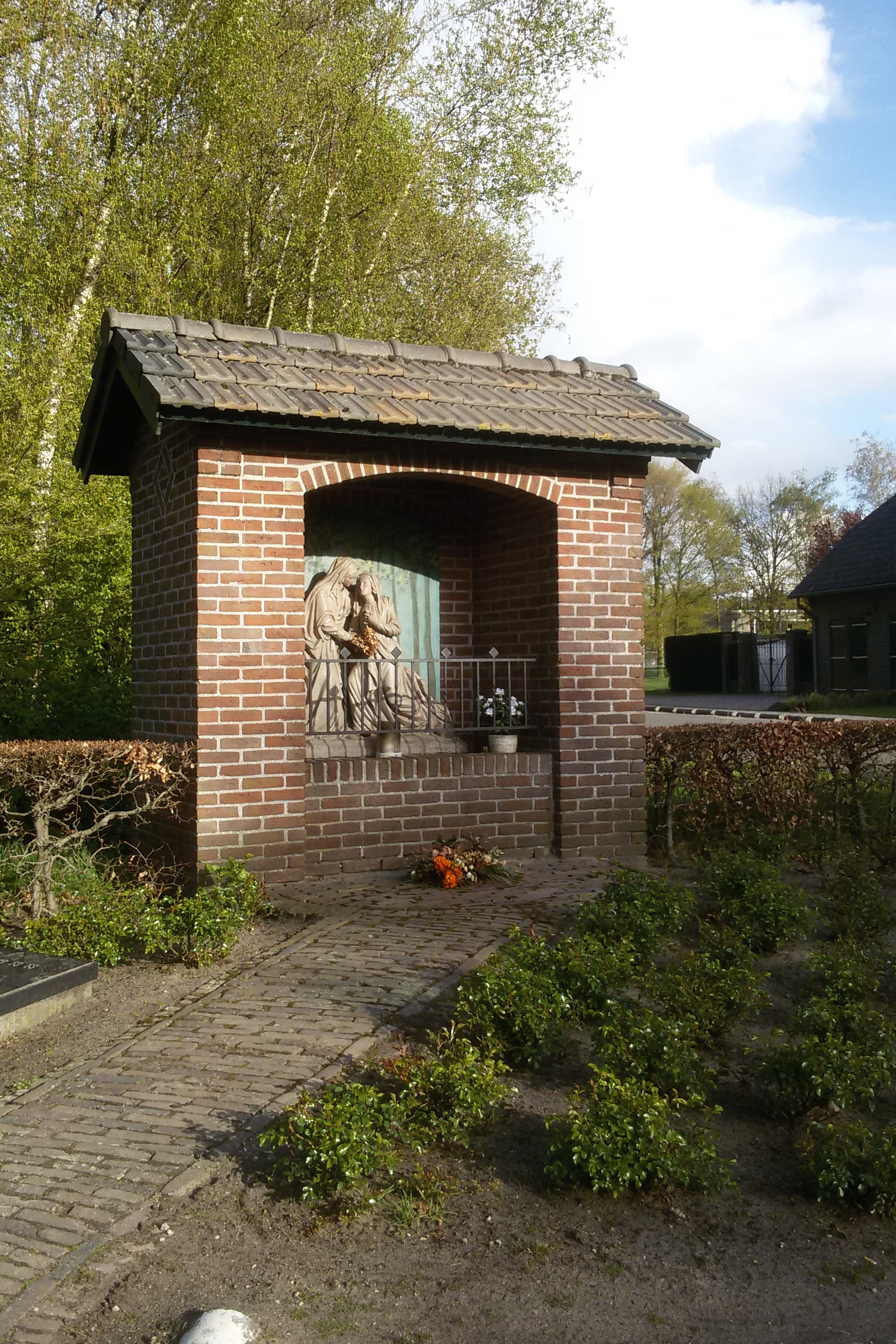
Veldkapel Bakelseweg в Арле-Рикстел
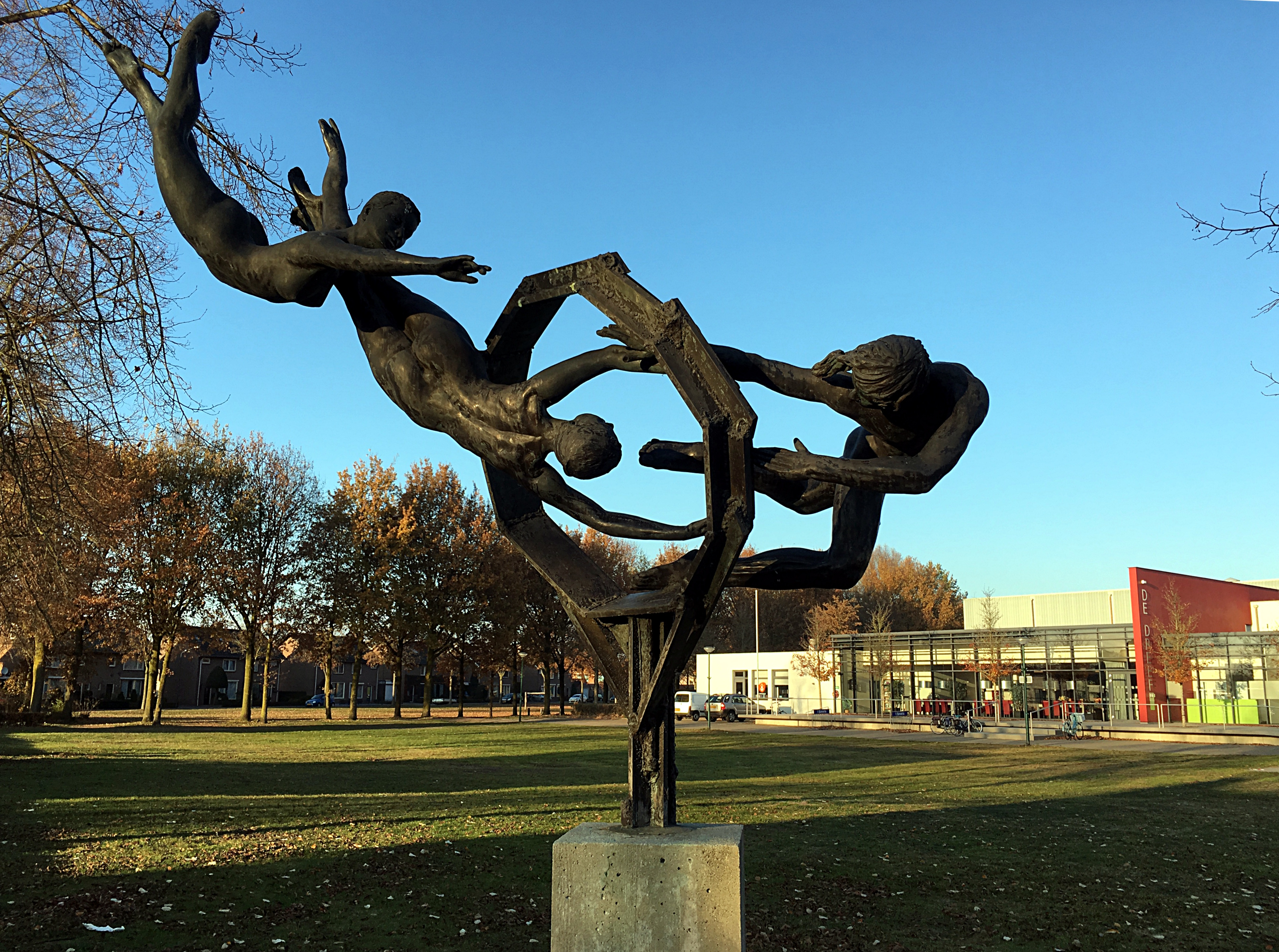
Конструкция  в Арле-Рикстел
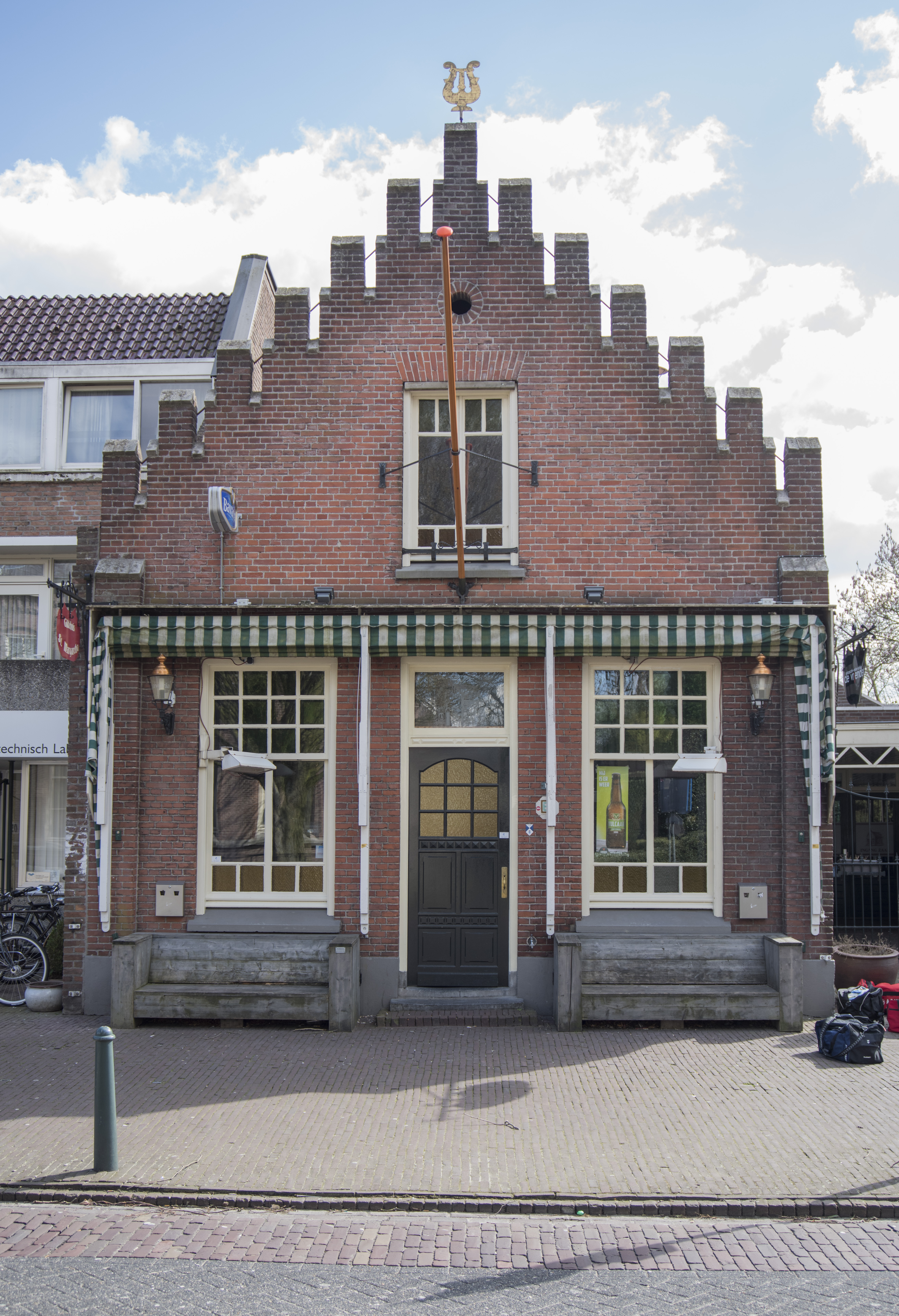
Кафе Дорпстрат в Арле-Рикстел
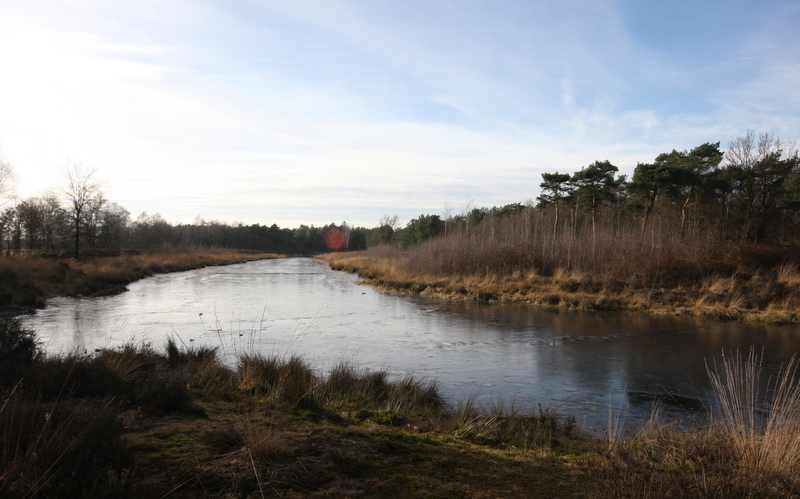
Панорама Мариахаут Торренвенo
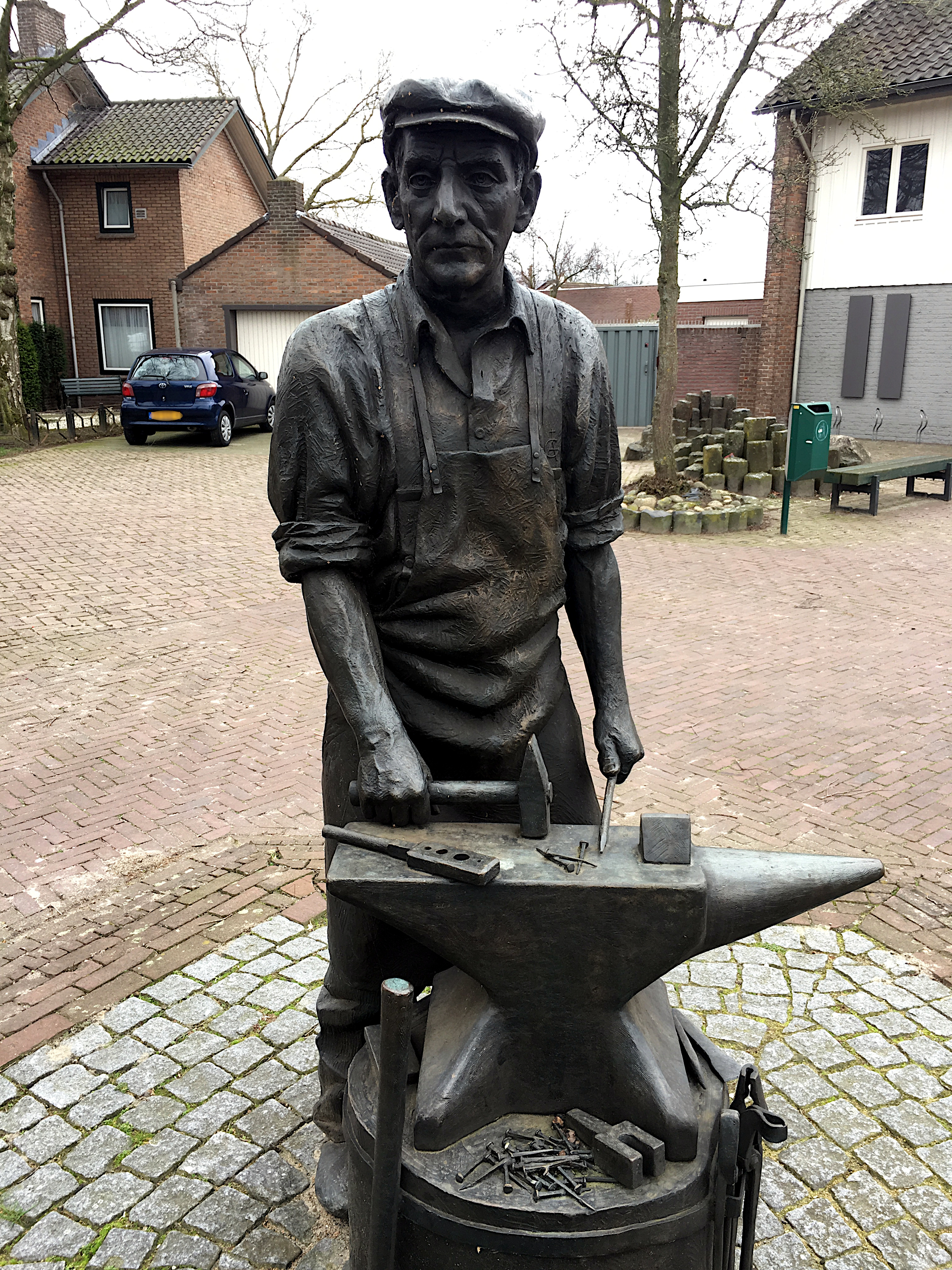
Бек эн Донк Де Спейкермакер
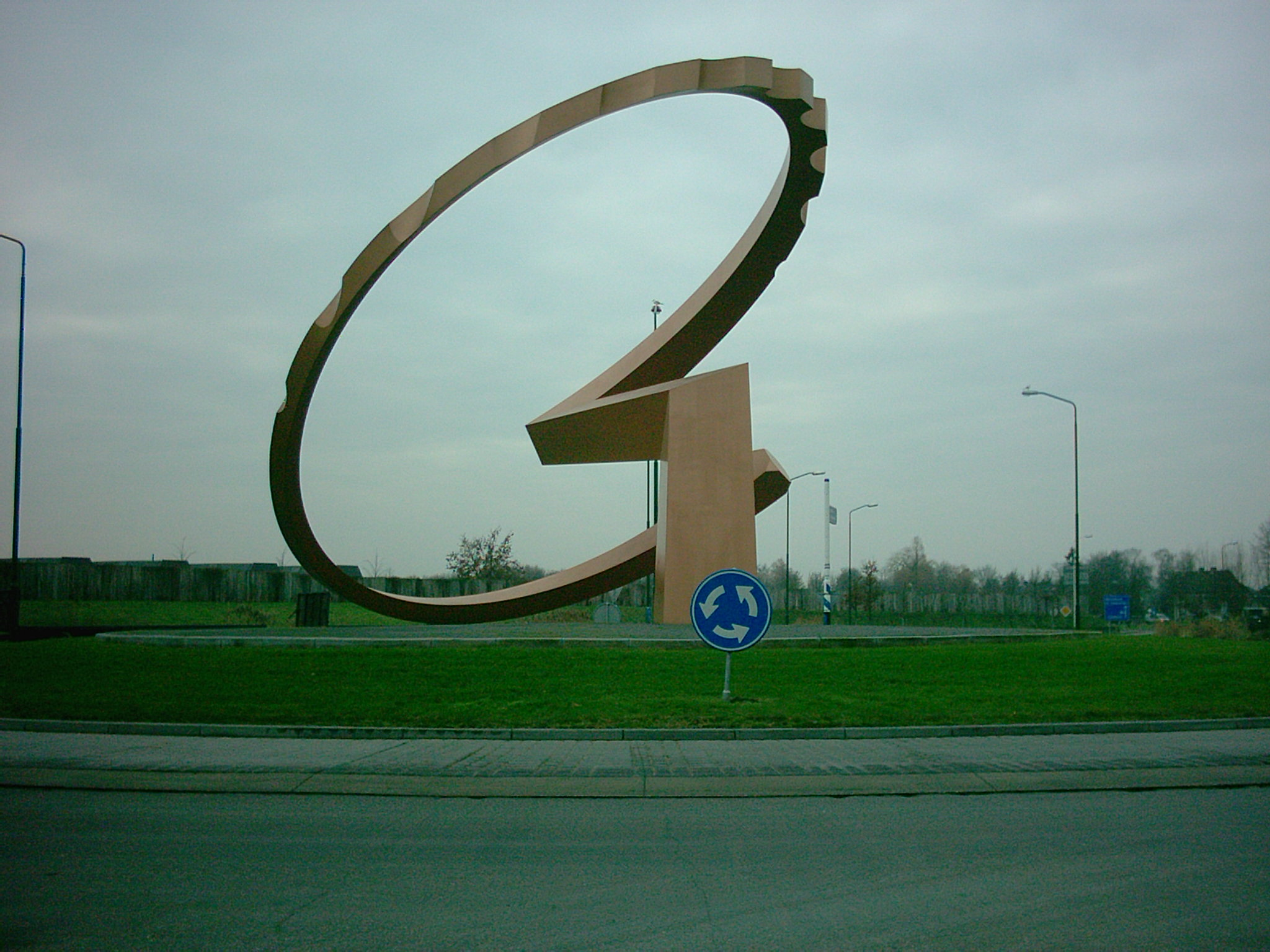
Произведение искусства Акретио символизирует слияние бывших муниципалитетов Арле-Рикстел, Бек и Донк и Лисхаут в муниципалитете Ларбек